# 泸定兔儿风
泸定兔儿风（学名：Ainsliaea mollis）为菊科兔儿风属下的一个种，为中国的特有植物。分布在中国大陆的云南等地，生长于海拔2,000米至2,800米的地区，多生长于山坡草丛中和灌木林下。
其种加词“mollis ”意为“柔软的”。
现接受名为杏香兔儿风（Ainsliaea fragrans Champ. ex Benth., 1852）。